# Lechoúri
Lechoúri (grec moderne : Λεχούρι) est une localité située dans le dème de Kalávryta, dans le district régional d'Achaïe, dans la périphérie de Grèce-Occidentale, en Grèce.
Selon le recensement de 2021, elle compte 132 habitants.